# Vèleda
Vèleda (en llatí, Vĕlĕda) era una sacerdotessa i profetessa, de la tribu dels brúcters que va viure al segle i.
El seu nom, d'origen celta (veles, veleta) significa, segons alguns autors, «vident». Tàcit, que és l'autor que dona més informació sobre Vèleda, diu que tenia una gran autoritat sobre les tribus germàniques, perquè havia predit els èxits de les tribus i l'extermini de les legions romanes.
Moltes tribus del centre de Germània la consideraven divina. Vivia tancada dins una alta torre a la vora del riu Lúpia (Lippe, un afluent del Rin); cap persona llevat dels seus parents més propers i amics de confiança podien accedir a la seva presència. El respecte que el seu poble i les tribus veïnes li tenien va fer que fos considerada àrbitre en les disputes territorials i quan s'havien de signar tractats. Vèleda rebia de les tribus, com a prova d'aquest reconeixement, presoners romans, com per exemple el legat de la legió Mummi Luperc, o regals extraordinaris, com una trirrem capturada als romans. Va encoratjar Juli Civilis en la seva revolta contra Roma l'any 70 i li va predir l'èxit que efectivament va obtenir al començament, però finalment va ser derrotat. Potser després d'això va perdre prestigi. Capturada pel general Rutilius Gallicus (Estaci, Silvae I.4.89ss.) fou portada a Roma on va ser exhibida en el triomf celebrat per Gallicus. Vespasià va preguntar a un oracle què havia de fer amb ella, ja que la seva presència a Roma portava problemes. Seguint la resposta de l'oracle, la va convertir en serventa d'un temple d'Ardea, a prop de Roma, on va viure fins a la seva mort. D'acord amb Cassi Dió, fou substituïda com a profetessa per Ganna, de la tribu dels sèmnons.